# C. R. Hagen
Carl Richard Hagen (* 2. února 1937 Chicago, Illinois) je americký fyzik, který působí jako profesor na Rochesterské univerzitě. Nejvíce se proslavil příspěvkem ke standardnímu modelu a narušení symetrie, když v roce 1964 společně s Geraldem Guralnikem a Tomem Kibble objevili Higgsův mechanismus a Higgsův boson. Časopis Physical Review Letters jmenoval při oslavách 50. výročí svého založení tento objev jako jeden z nejdůležitějších ve své historii. Obecně je přijímáno, že autorem nejkomplexnější práce o Higgsově mechanismu je Peter Higgs, skupina Guralnika, Hagena a Kibbleho nebyla sporně zahrnuta do udělení Nobelovy ceny v roce 2013. Hagen získal v roce 2010 Sakuraiovu cenu.
Výzkum Carla Hagena probíhá především v teoretické fyzice vysokých energií, především v oblasti kvantové teorie pole. Zabýval se mimo jiné formulací a kvantováním vyšších spinových teorií pole v kontextu galileovské relativity, stejně jako speciální teorie relativity. Na počátku 21. století se zabýval řešitelnými dvojrozměrnými teoriemi, Cernovou-Siminsovou teorií pole, Aharonovým-Bohmovým efektem a Casimirovým jevem. V roce 2015 napsal práci v níž našel klasický vzorec pro číslo Pí při výpočtu energetické hladiny atomu vodíku. Jedná se o první odvození čísla Pí z fyziky a kvantové mechaniky.
Narodil se a vyrůstal v Chicagu. Bakalářský, magisterský i doktorský titul v oboru fyziky získal na Massachusettském technologickém institutu. Jeho disertační práce se týkala kvantové elektrodynamiky. V roce 1963 získal profesorské místo na univerzitě v Rochesteru. Dvakrát získal na univerzitě cenu za kvalitu výuky. Je členem Americké fyzikální společnosti.